# 'Abd Allāh ibn Umm Maktūm
ʿAbd Allāh ibn Umm Maktūm, detto anche Ibn ʿAmr (in arabo عبد الله ابْنِ أُمّ مَكْتُوم‎?; La Mecca, ... – al-Qādisiyya 636), è stato un Sahaba.
In alcune tradizioni, il suo nome compare come ʿAmr ibn Umm Maktūm.
I primi versetti della Sūra LXXX del Corano "S'accigliò", sono considerati rivelati in occasione di un evento a lui collegato:
(vv. 1-4. Trad. di A. Bausani)

## Biografia
ʿAbd Allāh b. Umm Maktūm era figlio di Zāʾida (o Qays ibn Zāʾida) e di ʿĀtika bint ʿAbd Allāh. Era cieco dalla nascita e sua madre fu per questo chiamata Umm Maktūm (Madre del sigillato). Ibn Umm Maktūm era cugino per lato materno (ibn khāl) di Khadija bint Khuwaylid, la prima moglie di Maometto.
ʿAbd Allāh b. Umm Maktūm fu tra i primi convertiti all'Islam. Maometto inviò lui e Mus'ab ibn 'Umayr a Medina per insegnare il Corano ai suoi abitanti prima dell'Egira. Assieme a Bilāl ibn Rabāḥ fu scelto come muezzin a Medina dal Profeta e quando questi lasciò Medina per partecipare alle varie battaglie contro i pagani, a lui veniva affidata la responsabilità di condurre le preghiere d'obbligo quotidiane.
ʿAbd Allāh b. Umm Maktūm chiese a ʿUmar, il secondo califfo della Umma, di permettergli di prender parte al jihād, a dispetto della sua cecità. ʿUmar acconsentì la sua partecipazione alla battaglia di al-Qādisiyya nel 636. Servì in quello scontro come porta-vessillo e fu ucciso in combattimento.

## Versi coranici
Secondo la tradizione islamica, la storia che vide coinvolto ʿAbd Allāh e che viene ricordata nel Corano sarebbe andata nel modo seguente: Maometto stava predicando l'Islam ad al-Walīd ibn al-Mughīra e ad altri importanti esponenti Quraysh alla Mecca. ʿAbd Allāh ibn Umm Maktūm giunse nel gruppo e chiese a Maometto qualcosa in merito a ciò che stava dicendo. Maometto non volle neppure girarsi verso il nuovo arrivato, forse infastidito dall'interruzione. L'ammonimento di Allah non mancò per quell'azione. Dopo questo incidente, Maometto fece ammenda con il suo concittadino cieco.
Tuttavia la Shīʿa non accetta la veridicità di questo episodio, essenzialmente perché ciò comporterebbe l'ammissione di un errore da parte del Profeta.

Un altro versetto coranico si vuole sia connesso del pari a Ibn Umm Maktūm. Si tratterebbe dell'Āyāt 95 della Sūra IV (delle Donne). Come riportato da Ibn Kathīr nella sua esegesi del Corano, al-Bukhārī tramandò il ḥadīth in cui Sahl b. Saʿd al-Saʿdī aveva detto:
"Ho visto Marwān b. al-Ḥakam che sedeva nella moschea di Medina. Mi accostai e gli sedetti accanto. Ci disse che Zayd b. Thābit gli aveva detto che l'Inviato di Dio gli aveva dettato questo versetto coranico: 
(Cor., trad. di A. Bausani)
 
Ibn Umm Maktūm si recò dal Profeta appena questo versetto mi fu dettato e disse: 